# Campeonato de Fórmula Truck de 2014
O Campeonato de Fórmula Truck de 2014 foi a 19ª temporada da Fórmula Truck. Começou em 18 de março em Caruaru e terminou em 7 de dezembro em Goiânia. Todas as dez corridas foram contabilizadas para o título brasileiro, com quatro corridas contando para o título sul-americano.
Leandro Totti ganhou seu segundo título da Fórmula Truck em três anos, depois de começar a temporada com cinco vitórias consecutivas para a equipe RM Competições, antes de garantir a sexta vitória na única corrida do campeonato fora do Brasil, no Autódromo Oscar Cabalén, na Argentina. Ele terminou com 44 pontos de vantagem sobre o seu companheiro de equipe Felipe Giaffone, que foi o vencedor da corrida em Londrina. O terceiro lugar no campeonato foi para Wellington Cirino, que pilotou seu ABF Mercedes com uma vitória no final da temporada, em Goiânia. Os únicos outros vencedores da temporada foram o piloto da Scuderia Iveco Beto Monteiro, que venceu em Santa Cruz do Sul, enquanto que Roberval Andrade venceu em Guaporé pela Corinthians Motorsport. Com sete vitórias em dez corridas, a MAN Latin America ganhou o campeonato de fabricantes por mais de 100 pontos à frente da marca mais próxima, Mercedes-Benz.
Ambos os esportistas (Tanto Totti e MAN Latin America) também ganharam as subclassificações da América do Sul, que foi realizada ao longo de quatro das sete primeiras corridas da temporada de 2014. Totti ganhou todas as quatro corridas, terminando com 61 pontos de vantagem sobre Giaffone e o companheiro de equipe de Cirino na ABF Mercedes Geraldo Piquet. A MAN Latin America também ganhou o seu respectivo título por 61 pontos, à frente da Mercedes-Benz.

## Equipes e pilotos
Todos os pilotos são brasileiros.
| Fabricante     | Equipe                            | No. | Piloto                    | Etapas   |
| -------------- | --------------------------------- | --- | ------------------------- | -------- |
| Iveco          | Scuderia Iveco                    | 1   | Beto Monteiro             | 1–4, 6–7 |
| Iveco          | Scuderia Iveco                    | 2   | Valmir "Hisgué" Benavides | 1–7      |
| Iveco          | Dakar Motorsport                  | 25  | Jaidson Zini              | 1–7      |
| Iveco          | Lucar Motorsports                 | 99  | Luiz Lopes                | 1–7      |
| Mercedes-Benz  | ABF Mercedes-Benz                 | 3   | Geraldo Piquet            | 1–7      |
| Mercedes-Benz  | ABF Mercedes-Benz                 | 6   | Wellington Cirino         | 1–7      |
| Mercedes-Benz  | ABF Desenvolvimento Team          | 53  | Ronaldo Kastropil         | 1–7      |
| Mercedes-Benz  | ABF Racing Team                   | 55  | Paulo Salustiano          | 1–7      |
| Mercedes-Benz  | ABF Racing Team                   | 90  | Marcelo Cesquim           | 1–7      |
| MAN            | RM Competições                    | 4   | Felipe Giaffone           | 1–7      |
| Volkswagen MAN | RM Competições                    | 7   | Débora Rodrigues          | 1–7      |
| Volkswagen MAN | RM Competições                    | 8   | Adalberto Jardim          | 1, 3–7   |
| Volkswagen MAN | RM Competições                    | 73  | Leandro Totti             | 1–7      |
| Volkswagen MAN | RM Competições                    | 77  | André Marques             | 1–7      |
| Volkswagen MAN | RM Competições                    | 81  | Renato Martins            | 2        |
| Scania         | Muffatão Racing                   | 10  | Jansen Bueno              | 1–7      |
| Scania         | Muffatão Racing                   | 20  | Pedro Muffato             | 1–5, 7   |
| Scania         | Ticket Car Corinthians Motorsport | 15  | Roberval Andrade          | 1–7      |
| Scania         | Ticket Car Corinthians Motorsport | 85  | Danilo Dirani             | 1–7      |
| Scania         | Falsi & Falsi Competições         | 28  | Fabiano Brito             | 5–7      |
| Ford           | Original Reis Peças               | 12  | José Maria Reis           | 3–6      |
| Ford           | Original Reis Peças               | 51  | Leandro Reis              | 1–6      |
| Ford           | DF Motorsport                     | 35  | David Muffato             | 1–7      |
| Ford           | DF Motorsport                     | 71  | Raijan Mascarello         | 1–7      |
| Ford           | DF Motorsport                     | 72  | Djalma Fogaça             | 1–6      |
| Volvo          | Copacol Clay Truck                | 14  | João Marcos Maistro       | 1–4, 6–7 |
| Volvo          | Copacol Clay Truck                | 80  | Diogo Pachenki            | 1–7      |
| Volvo          | ABF Volvo                         | 17  | Gustavo Magnabosco        | 5–7      |
| Volvo          | ABF Volvo                         | 28  | Fabiano Brito             | 1–3      |
| Volvo          | ABF Volvo                         | 33  | Michelle de Jesus         | 2–7      |

## Calendário e resultados
Todas as corridas foram realizadas no Brasil, com exceção da etapa no Autódromo Oscar Cabalén, que foi realizada na Argentina.
| Etapa | Circuito                                     | Data           | Pole Position     | Volta mais rápida | Piloto vencedor   | Equipe vencedora       |
| ----- | -------------------------------------------- | -------------- | ----------------- | ----------------- | ----------------- | ---------------------- |
| 1     | Autódromo Ayrton Senna, Caruaru              | 16 de março    | Leandro Totti     | Leandro Totti     | Leandro Totti     | RM Competições         |
| 2     | Autódromo Internacional de Curitiba          | 13 de abril    | Felipe Giaffone   | Paulo Salustiano  | Leandro Totti     | RM Competições         |
| 3     | Autódromo José Carlos Pace                   | 18 de maio     | Leandro Totti     | Felipe Giaffone   | Leandro Totti     | RM Competições         |
| 4     | Autódromo Internacional Nelson Piquet        | 8 de junho     | Roberval Andrade  | Leandro Reis      | Leandro Totti     | RM Competições         |
| 5     | Autódromo Internacional de Cascavel          | 20 de julho    | Leandro Totti     | Leandro Totti     | Leandro Totti     | RM Competições         |
| 6     | Autódromo Internacional de Santa Cruz do Sul | 17 de agosto   | Beto Monteiro     | Beto Monteiro     | Beto Monteiro     | Scuderia Iveco         |
| 7     | Autódromo Oscar Cabalén                      | 14 de setembro | Wellington Cirino | Leandro Totti     | Leandro Totti     | RM Competições         |
| 8     | Autódromo Internacional de Guaporé           | 12 de outubro  | Roberval Andrade  | Leandro Totti     | Roberval Andrade  | Corinthians Motorsport |
| 9     | Autódromo Internacional Ayrton Senna         | 2 de novembro  | Felipe Giaffone   | Felipe Giaffone   | Felipe Giaffone   | RM Competições         |
| 10    | Autódromo Internacional Ayrton Senna         | 7 de dezembro  | Felipe Giaffone   | Felipe Giaffone   | Wellington Cirino | ABF Mercedes-Benz      |

Nota: